# Maria av Antiokia-Armenien
Maria av Antiokia-Armenien, född 1215, död 1257, var regerande dam av herredömet Toron i kungariket Jerusalem mellan 1236 och 1257.
Hon efterträdde sin mormor, Alice av Armenien, som feodalherre av Toron i egenskap av Alices närmaste överlevande släkting. Hon hävdade också utan framgång arvsanspråk på Armeniens tron på morssidan. Toron ockuperades av muslimerna 1239, men kunde återtas 1241. Hon gifte sig 1240 med Philippe de Montfort, som blev hennes medregent jure uxoris. Hon efterträddes av sin son Jean de Montfort. 